# Tito Vergínio Tricosto Rutilo
Tito Vergínio Tricosto Rutilo (em latim: Titus Verginius Tricostus Rutilus) foi um político da gente Vergínia nos primeiros anos da República Romana eleito cônsul em 479 a.C. com Cesão Fábio Vibulano (em seu terceiro mandato). 

## Biografia
Tito Vergínio era parte da gente Vergínia, uma das mais antigas gentes patrícias de Roma e cujos membros conhecidos são quase todos do período inicial da República Romana. 
Era filho de Próculo Vergínio Tricosto Rutilo, cônsul em 486 a.C. e irmão de Aulo Vergínio Tricosto Rutilo, cônsul em 476 a.C., e foi eleito em 479 a.C. juntamente com Cesão Fábio Vibulano. Tito foi enviado pelo Senado para combater os veios, mas, por causa de sua temeridade, acabou colocando sob risco de derrota o seu exército, que foi salvo por uma tempestiva intervenção de Cesão, ocorrida durante a guerra contra os équos, que haviam atacado os latinos, aliados de Roma.
Tito Vergínio era membro do colégio dos áugures quando morreu, em 463 a.C., vítima de uma epidemia que devastou Roma.